# Earnscliffe
Earnscliffe (auch Eagle’s Cliff genannt) ist ein neugotisches Gutshaus in Ottawa und dient heute als Wohnsitz des britischen Hochkommissars in Kanada.
Das Haus steht auf einer Klippe (welche dem Haus seinen Namen gab) oberhalb des Ottawaflusses etwas zurückgesetzt vom Sussex Drive zwischen Rideaufluss und Rideau-Kanal. Es ist im Neogotischen Stil aus lokalem Kalkstein in asymmetrischer Kreuzgiebelform erbaut und verfügt über im Tudorstil verzierte Elemente, wie Giebel und Ortgang. Auf dem Gelände befinden sich mehrere Nebengebäude, darunter Dienstbotenbehausungen und Stallungen.
Es wurde in zwischen 1855 und 1857 von John MacKinnon erbaut der es ab 1870 zunächst an John Macdonald vermietete und schließlich 1883  an diesen verkaufte. Nach einer Reihe privater Bewohner wurde das Gebäude 1930 von der britischen Regierung erworben und steht seit dem britischen Hochkommissar als Wohnsitz zur Verfügung. 2011 wurde das Gebäude durch  ein Feuer unter dem Dach beschädigt und musste für ca. 2,4 Millionen Dollar repariert werden.
Aufgrund seiner historischen Bedeutung wurde Earnscliffe 1960 von der Regierung Kanadas in die Liste der Nationalen Historischen Stätten aufgenommen.